# Manuela (1867)
El pontón Manuela fue un buque que sirvió en la Armada Argentina.

## Historia
La barca mercante de matrícula argentina Manuela fue adquirida por el gobierno de la República Argentina el 24 de octubre de 1867 a Samuel B. Halle en la suma de $f 9000.
De 416 t de registro (1177.28 m³ de carga bruta), había sido construida en 1864. 
La Armada la destinó a cumplir funciones de pontón depósito al servicio de la flota en operaciones durante la Guerra de la Triple Alianza, servicio que cumplió estacionada en el Riachuelo de Barracas (Buenos Aires).
Durante 1868, si bien mantuvo la designación como pontón, el Manuela operó como Estacionario Recalada con tripulación militar al mando del subteniente Gabino Leyton. A partir de 1896 se pierde toda referencia al buque.